# Buzzer Beater
Pour les articles homonymes, voir Buzzer beater.
Buzzer Beater (ブザービーター, Buzā Bītā) est un manga de Takehiko Inoue, l'auteur de Slam Dunk. Cependant, contrairement au standard du marché, Buzzer Beater a été colorisé par ordinateur. Il a été adapté en anime produit par le studio TMS en 2005. Par la suite en 2007, une nouvelle série, Buzzer Beater 2007, reprend plusieurs séquences du manga. 

## Histoire
Hideyoshi surnommé « Tono » par ses deux amis, est un jeune basketteur de talent, très rapide bien que peu grand. Lui et ses deux amis sont assez pauvres et doivent jouer contre d'autres personnes du quartier pour gagner un peu d'argent et acheter de quoi manger. La ligue spatiale est en train de se mettre en place opposant les plus grands joueurs Goran (extra-terrestres, de forme humaine mais verts, bleus, jaunes ou même roses, avec deux cornes pointues sur les tempes) et les Terriens. Tono va très vite se faire contacter pour jouer dans cette ligue, l'occasion pour lui de se sortir de sa difficile situation actuelle !

## Personnages
- Hideyoshi Tono : mi-Terrien Mi-Goran, 14 ans. Il a grandi dans la rue et se faisait de l'argent en jouant au basket avec ses deux copains.
- Cha-Che : Terrienne. Surement du même âge qu'Hideyoshi. Petite fille de Yoshimune. Elle souhaite voir le rêve de son grand-père se réaliser et elle s'investit beaucoup pour ça. Elle est une très bonne joueuse malgré sa petite taille. Elle est spécialiste des tirs à 3 points.
- DT : mi-Terrien Mi-Goran. C'est le meneur de l'équipe. Excellent tacticien et joueur très habile, il est redouté des autres équipes.
- Lazuli : ex-coéquipier de DT, repris aux Smoky Queens. Il ne parle pas beaucoup.
- Rose : pilier Gauche. Il conduit toujours de magnifiques voitures de sport.
- Maru : Spécialiste du tir à trois points. Son mental est instable. Il rate ses paniers quand la pression est trop forte.
- Ivan : un géant de seulement 15 ans. Sous son air de brute épaisse, c'est un gentil garçon un peu simple.
- Han : pilier Gauche.
- Yoshimune : issu d'un milieu pauvre, il est devenu très riche. Il fonde l'équipe des terriens afin de réaliser son rêve ; rendre le basket aux terriens qui ont inventé ce sport.
- Liz Murdoch : femme Goran. C'est l'entraîneur de l'équipe des Terriens, bien qu'elle n'en soit pas une elle-même.
- Julius : Goran. Joueur de génie des Dayfield Sonics. Il est issu d'un milieu favorisé. Pour lui, le basket n'est pas un jeu.
- Gyuma : Goran. suite...

### Documentation
- Reyda Seddiki, « Basket on the ‘net : La Main au panier ! », BoDoï, no 6,‎ mars 1998, p. 38.